# Cabano
Pour les articles homonymes, voir Cabano (homonymie).
Pour un article plus général, voir Témiscouata-sur-le-Lac.
Cabano est une ancienne ville située dans la région administrative du Bas-Saint-Laurent, au Québec. Elle constitue une partie de la ville de Témiscouata-sur-le-Lac depuis sa fusion en mai 2010 avec la ville voisine de Notre-Dame-du-Lac.
Cabano s'étend sur un territoire de 122 km2, environ à mi-chemin entre Rivière-du-Loup et Edmundston au Nouveau-Brunswick (dans l'axe est-ouest) sur l'autoroute 85 (Route transcanadienne), à la croisée de la route 232, axe routier nord-sud qui relie Rimouski à Rivière-Bleue.

## Description
Cabano est un carrefour industriel, commercial et touristique au Témiscouata. Il y existe, entre autres, un centre commercial, Les Galeries Témis, et divers bureaux gouvernementaux et centres de services (CLSC, Commission scolaire, Société de l'assurance automobile du Québec, Bureau d'aide juridique, Centre de service du ministère des Transports, S.A.Q., etc. Un aréna régional, un club de yacht d'envergure sur le grand lac Témiscouata, piste cyclable (le Petit Témis) (voir carte ci-bas), campings et une grande plage municipale constituent également des attraits importants de ce centre touristique et de services.

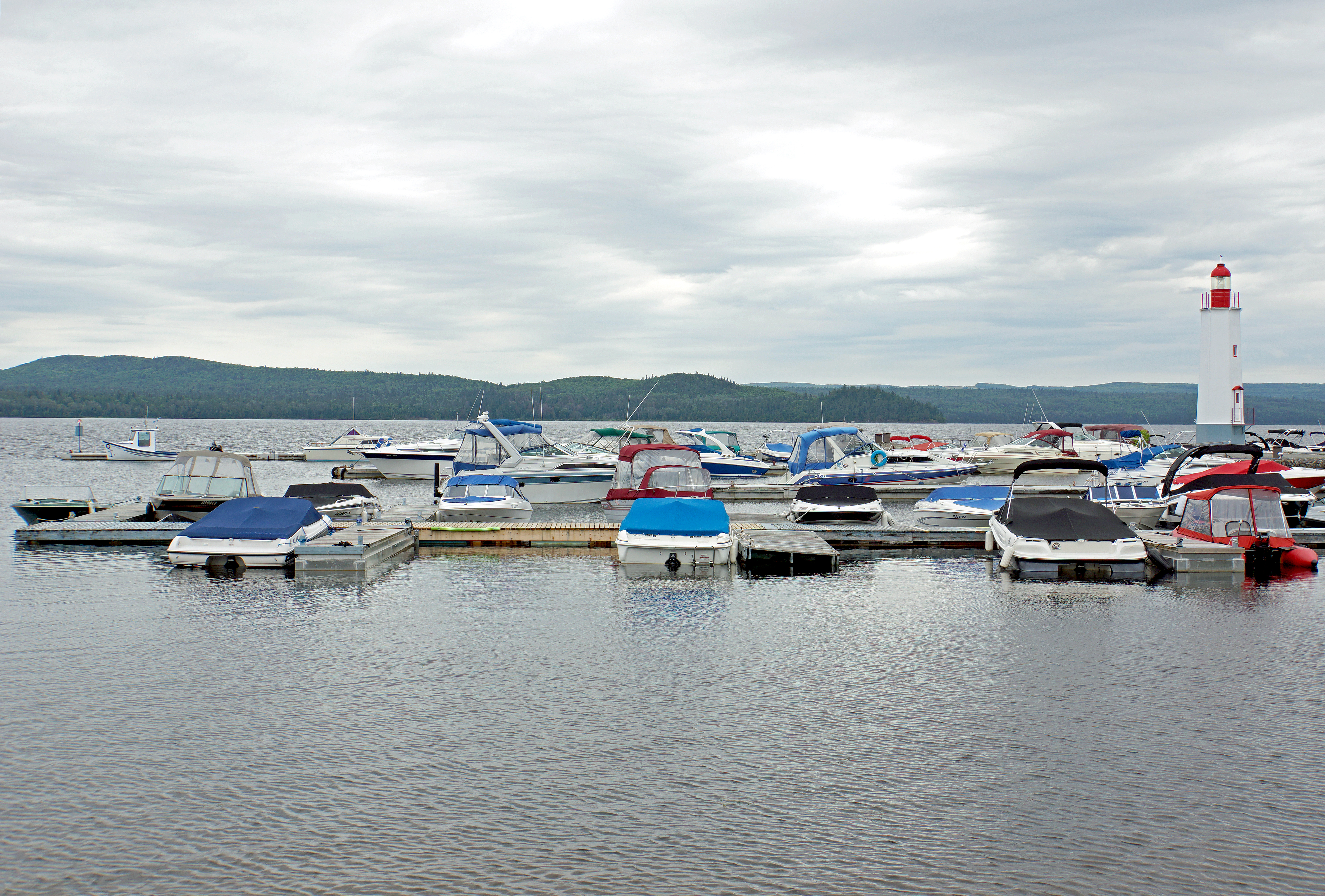
Club de Yacht de Cabano sur le lac Témiscouata

## Toponymie
La dénomination de Cabano, attribuée d'abord à un lac et à une rivière, a également été appliquée à un canton proclamé en 1866, à un bureau de poste ouvert en 1898 et à la municipalité érigée en 1907. Elle remonterait aux premiers temps de la colonie et identifiait le plan d'eau aujourd'hui appelé Lac Long, puis aurait été transférée à la rivière à l'embouchure de laquelle la ville de Cabano a été installée. Le lac aurait été dénommé Cabaneau en raison de la forme des montagnes qui l'entourent lui conférant l'apparence d'une cabane ou cabanon de castor. Certains croient qu'il faut plutôt rapprocher ce nom de l'amérindien wabano, petite cabane, abri temporaire pour la chasse ou pour la guerre, mais ce mot veut dire sorcier en algonquin.

## Histoire

### Village Fraser

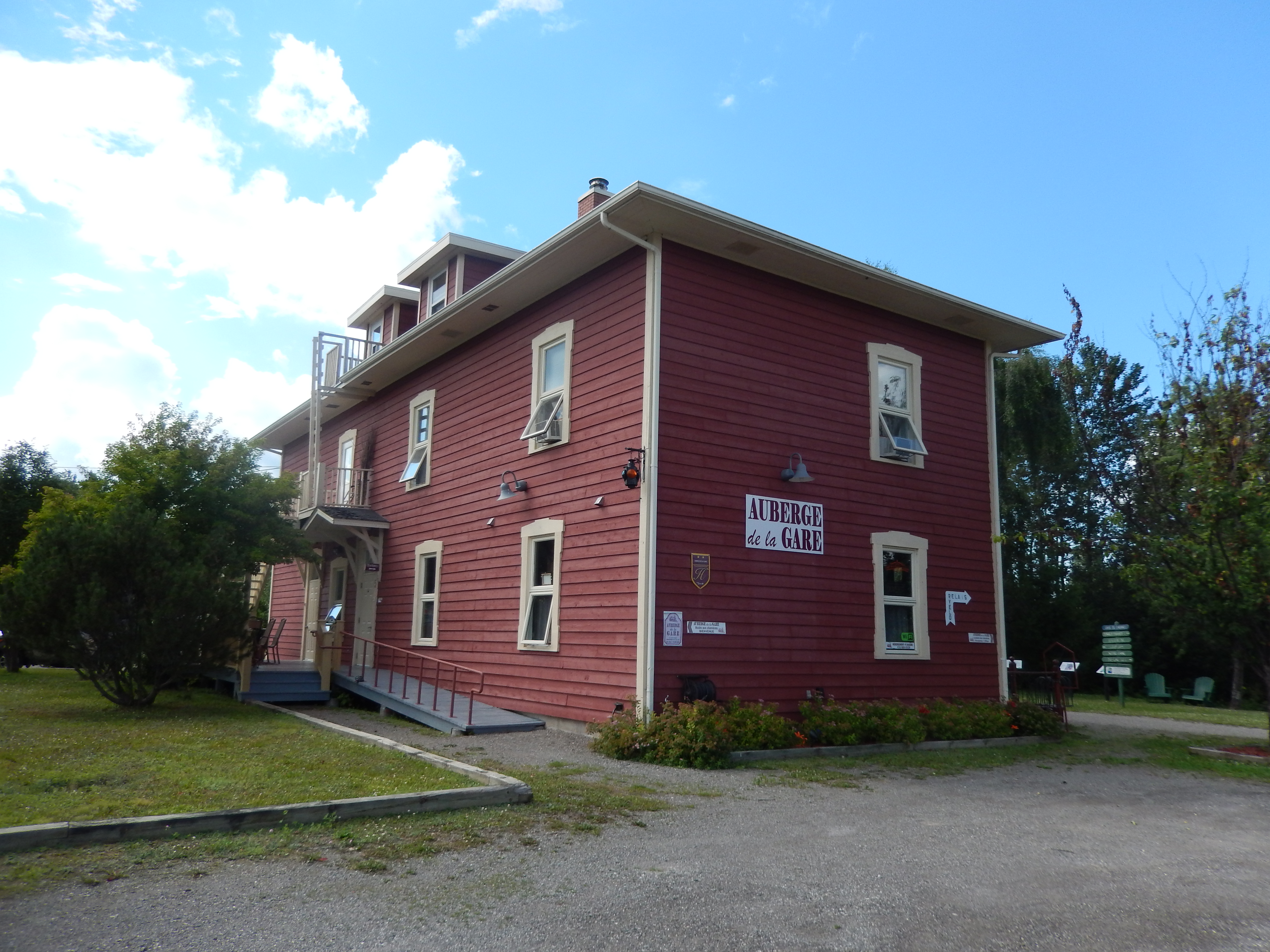
La gare de Cabano fut construite vers 1889. Elle est maintenant convertie en auberge (Auberge de la Gare). En 1995, elle est citée monument historique.

La Fraser Companies Limited achète, en 1898, un immense terrain de 1 035 km carrés et établit un moulin à Cabano. Archibald Fraser décide de localiser son usine près du lac Témiscouata et de la rivière Cabano à proximité du tracé de la Témiscouata Railway, ce qui lui permet d'exploiter les ressources de la région et d'assurer leur expédition vers Rivière-du-Loup, et de là, vers les États-Unis et la Grande-Bretagne. Un village portant le nom de la compagnie est construit près de l'usine pour loger les travailleurs et leur famille. Il comprend alors environ 30 maisons destinées à accueillir les employés (surtout des Écossais), un magasin général et une chapelle-école (de confession presbytérienne).

Certaines maisons étaient réservées aux dirigeants de la compagnie Fraser. En fait, il faut souligner que cette pratique d'organisation territoriale à cette époque était surtout empruntée dans les grandes villes américaines, d'où cette reconnaissance de ce patrimoine industriel par le Répertoire du patrimoine culturel du Québec. Plus tard, les Écossais quittent Cabano dès le début des années 1930, après avoir assuré la formation des francophones de la région. La compagnie Fraser devient désormais le principal employeur de Cabano. Aujourd'hui, les édifices du village Fraser se trouvent le long des rues Courchesne, Purcell, du Quai et Gauvin, et du carré Fraser. Le secteur a été épargné par les deux importants feux qui ont touché Cabano.

### Évolution de l'entité municipale de Cabano
Ainsi, au cours de l'histoire, Cabano, d'abord connu sous le nom de Poste du Lac ou Fort Ingall (milieu du XIXe siècle), a vu son statut modifié à quelques reprises : municipalité de la paroisse de Saint-Mathias-de-Cabano (1907), nom repris de celui de la paroisse fondée en 1898, municipalité du village de Cabano (1923).
Cabano reçoit le statut de ville en 1962 sous l'égide du maire Émilien Morin. Par la suite, la paroisse de Saint-Mathias-de-Cabano et la ville de Cabano fusionnent en 1969 pour former la ville qui existe jusqu'en 2010.
Notons que c'est à cause du passé, en  1889, via le passage du chemin de fer avec la création de la gare de Cabano (dite aussi gare de Fort Ingall) (maintenant l'Auberge de la gare) que le territoire s'est ainsi développé. Par la suite, en 1910, les Sœurs de la congrégation de Notre-Dame du Saint-Rosaire s'établissent au couvent de Cabano, et la congrégation des Frères du Sacré-Cœur érigent un collège pour garçons en 1914 (rue Vieux-Chemin).
Le 9 mai 1950, un incendie majeur rase près de 125 maisons du village à l'époque.
Le 10 juillet 1966, le principal employeur de la municipalité, le moulin à scie de la compagnie Fraser, a été détruit par un incendie. Pendant plus de 75 ans, cette usine fut le principal gagne-pain des travailleurs de la place. Le « village Fraser », regroupant les résidences de plusieurs employés, témoigne encore de cette époque. On retrouve encore le « Parc Clair-Soleil » sur l'emplacement où était situé l'usine Fraser. À la suite de l'incendie, Cabano connut de nombreuses années d'incertitude économique. La ville connut un déclin économique et démographique. En 1970, la population locale a décidé d'organiser de nombreuses manifestations populaires afin d'assurer la survie socio-économique de la ville. Après une lutte longue et difficile, une nouvelle industrie vit le jour par la construction de la cartonnerie « Cascades » vers 1976-77.

#### La révolte des gens de Cabano dans les années 1970
À la suite de l’incendie de l’usine de la compagnie Fraser et la construction de l’usine « Papiers Cascade Cabano» a eu lieu une révolte dans ce quartier.
Le déroulement et l’historique de ce mouvement populaire au Québec est décrit dans l’ouvrage produit par : Martin Pelletier, ing., Ph.D., premier directeur de la cartonnerie et intitulé : « La cartonnerie de Cabano – Le rêve d’une révolte populaire », mai 2916  (ISBN 978-2-9811938-2-7).
Une thèse de maîtrise de Jean-Pierre Laplante soutenue à l'Université Laval au département de l'Aménagement du territoire et Développement régional intitulée "La conquête du territoire du Témiscouata du portage du Témiscouata à la cartonnerie de Cabano" (1981) est consacrée à ces évènements.
L'église de la paroisse a brûlé en mai 1972 par l'action d'un pyromane et un Centre communautaire a été construit par la suite pour remplacer ce lieu de culte (1974). En 1973, le Collège du Sacré-Cœur et le chalet du Club 4-H (rue de la Plage) ont aussi brûlé, de la main du même pyromane. Une autre école primaire a été construite à la place de la précédente (rue Vieux-Chemin), portant le nom de Gérard-Colin.
L'école secondaire (la Polyvalente) a été édifiée à la fin des années 1960 (rue Morin) et s'est ouverte septembre 1970.
Deux incendies ont eu lieu sur l'artère commerciale, face au parc Clair-Soleil et se sont pris en juillet 2014 au bistro Duc et en novembre 2016 au bistro Duc encore et à son voisin, le restaurant Le nid. Les enquêtes suivent leur cours.
En avril 2017, le toit du centre sportif Phil-Latulippe situé sur le boulevard du même nom, s'effondre subitement. Aucune personne ne se trouvait à l'intérieur au moment de l'événement. Les causes de l'effondrement sont toujours inconnues.

##### Paroisse Saint-Mathias de Cabano
Premier curé : Mgr Ernest Gagnon. Mission en 1898. Desserte en 1901. Registres depuis 1901. Première église en 1903. Érection canonique le 28 mai 1906. Église refaite en 1923-1924. Restaurée en 1961. Incendiée en 1972. Deuxième église en 1973.

## Le Parc national du Lac-Témiscouata
Le Parc national du Lac-Témiscouata est tout en façade de Cabano,sur le territoire de la municipalité de Squatec  d'où son décor tout à fait pittoresque avec la montagne du Fourneau, ses pointes et ses anses.
À partir de Cabano jusqu’à l’anse à William ou vice-versa, il est possible de traverser sur « Lépinoche » d’une durée de quinze minutes sur le lac Témiscouata. En vélo, l’on peut profiter de la piste cyclable du Petit-Témis et y faire aussi le circuit d’une rive à l’autre ; et à pied, l’on peut se divertir en famille au parc « Clair Soleil »  ou encore pour prendre un repas dans un des nombreux restaurants de la ville (site du Parc national du Lac-Témiscouata - Sépac: https://www.sepaq.com/pq/tem/index.dot?language_id=2) 

## Démographie
| 2001  | 2006  | 2011  | 2016  |
| ----- | ----- | ----- | ----- |
| 3 213 | 3 199 | 2 470 | 2 438 |

## Les sports

Logo des "Braves de Cabano" créé par le père du Dr Gilles Fortin (décédé le 26 février 2006).

### Le baseball à Cabano
"De l'arrivée de la Compagnie Fraser en 1899, en passant par le collège dirigé par les frères du Sacré-Cœur à partir de 1925 et en continuant au fil du temps avec le baseball des «p'tits délinquants dans la rue», le terrain de jeux (OTJ) et l'organisation du baseball mineur des années plus récentes, il est plausible d'évaluer à près de 20 000 gars (sans oublier plusieurs filles) qui ont joué au baseball dans ce village qui a tissé ce sport dans le Bas du Fleuve.
L'apothéose de cette belle histoire arrive en 1995. Les Braves l'emportent 4 parties à 0 en finale contre Rimouski et sont nommés "équipe senior de l'année au Québec": Denis Bouchard est sacré instructeur de l'année au niveau majeur. Le virage du millénaire a eu lieu et les Braves ont su le prendre en gardant le panache de la fierté de 100 ans de baseball. La tête de l'indien demeurant l'emblème qui continue vers un autre siècle". Alain Dumas.

### Le Mont Pits: Centre de plein air familial durant la périoide hivernale
Le centre de plein air vous offre des pentes de ski alpin, de glissade, des sentiers de raquette et de ski de fond. Des cours de ski alpin sont dispensés par des professionnels. Au niveau du ski alpin, le centre dispose de deux pentes bien éclairées avec montée mécanique. Les cours sont dispensés individuellement, en groupe (adultes et enfants).

### Parc Clair-Soleil
Cabano séduit par la diversité de ses attraits. La villégiature, le vélo et la nature occupent une place de choix, en plein centre-ville. C'est ainsi qu'en 2000 ouvre le Parc Clair Soleil, qui a vraiment tout pour plaire : une piste asphaltée de plus d’un kilomètre, une aire de jeux pour les jeunes enfants, un parc de skate pour les plus grands et, près du lac, un grand pavillon où sont présentés des nombreux événements et spectacles de l’été, tels que soirées de danse, spectacles musicaux. Soulignons que près de cent espèces d’oiseaux ont été répertoriés le long de la rivière Cabano. Une section du parc a donc été aménagée pour l’observation. Des sentiers discrets, respectueux de l’écosystème, donnent l’effet d’une balade en pleine forêt.

### Fort Ingall

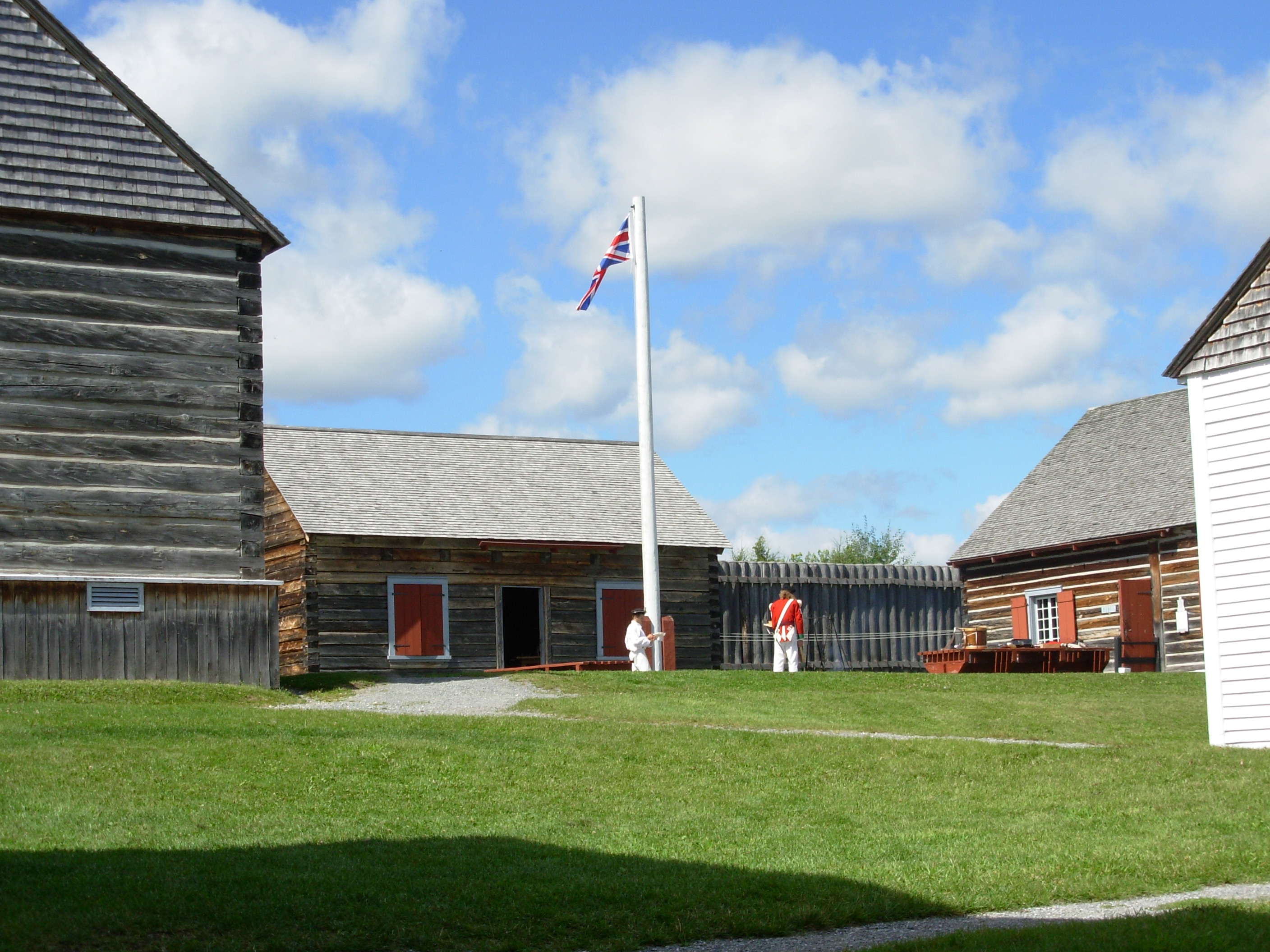

L'un des attraits touristiques et historiques majeurs de Cabano est le Fort Ingall, situé sur les bords du lac Témiscouata, le long du chemin du Portage. Il a été initialement érigé en 1839, par André Morin de Saint-André, sous la direction du lieutenant Ingall qui a donné son nom au fort. La raison de sa construction sont les conflits au sujet de la détermination des frontières du Nouveau-Brunswick et du Maine, afin de prévenir l'invasion américaine. En 1839, une partie du 24e régiment de l'armée britannique vient s'installer au Fort Ingall et n'y restera pas longtemps. Quatre régiments au total viendront au Fort Ingall, à tour de rôle, avec une occupation au plus fort des troupes de 200 hommes.
Le Fort Ingall a pris part à une guerre non-sanglante, car l'accord Ashburton-Webster mettait fin au conflit dès 1842. Le poste du lac Témiscouata (c'est ainsi qu'on nommait le Fort Ingall à l'époque) était le dernier d'une série de quatre postes de défense érigés sur la frontière; trois autres postes ayant été construits à Dégelis, Petit-Sault (aujourd'hui Edmundston) et Grand-Sault. Les quatre postes ayant été détruits, deux seulement ont été reconstruits.
Reconstitué en 1973, le Fort Ingall a été doté d'une vocation de site historique et touristique.

## Médias
Des médias régionaux importants (tant écrits et audiovisuels), basés à Cabano ont dû faire face à la concurrence extérieure et ont disparu ou été englobés graduellement. Ces importants organes de diffusion et de promotion "typiquement du coin de pays", qui ont joué un rôle si important au plan de la consolidation régionale sont ainsi disparus, et cela encore récemment pour laisser place à des médias coordonnés ailleurs. Citons:
- CJAF radio, la station diffusait à la fréquence 1240 kHz avec une puissance de 250 watts[20]. Les initiales invoquaient le nom d'un député fédéral progressiste-conservateur cabanois <1958-62>, J.-Antoine Fréchette  /  "C" anada - "J", - "A"ntoine  -  "F"réchette.;
- TVCT, la Télévision communautaire du Témiscouata.
- Le journal Le Touladi (dont le premier investigateur et rédacteur avait été Yves-Marie Gagné, début des années 1970).

## Fusion
Le 21 juin 2009, la motion visant a fusionner les deux municipalités par référendum est adoptée à 63 % par les deux entités. La municipalité voisine de Notre-Dame-du-Lac a voté favorablement à l'option à plus de 70 %, tandis que Cabano a voté pour ce choix à 56%. Le faible taux de participation se chiffre à 47 %. Le décret autorisant le regroupement des deux municipalités a été publié dans la Gazette officielle du Québec le 5 mai 2010. Ce décret annonce la tenue d'élections le 20 juin 2010 pour élire un nouveau maire et un nouveau conseil municipal. En attendant l'adoption d'un nouveau nom permanent, la nouvelle municipalité a été connue sous le nom de « Cabano-Notre-Dame-du-Lac »,.

### Contestation du choix de nom et de la procédure
La consultation publique du 20 juin 2010 favorise le nom de Témiscouata-sur-le-Lac, qui a été officialisé en décembre 2010. Un taux bien plus faible de participation est enregistré à 33%. Le choix de deux choix sont dès lors présentées se référant à la région (Témiscouata) et non à une référence spécifique ou descriptive de la nouvelle municipalité.
Même le nom procuré en référence, par le ministère des Affaires municipales, dès l'adoption des procédures, "Cabano-Notre-Dame-du-Lac", n'est aucunement suggéré par l'administration municipale en place. Cette avenue, souvent entérinée par les parties qui souhaitent se fusionner (telles Deschambault-Grondines ou Sorel-Tracy, à titre d'exemple), est souvent adoptée puisque le nom des deux parties est automatiquement confirmé, la procédure est facile et que les susceptibilités sont automatiquement garanties. Les choix en lice sont "Témiscouata" et "Témiscouata-sur-le-Lac". Il faut noter également que ces propositions sont dénoncées par d'autres municipalités du Témiscouata.
"Tous les aspects analysés dans le projet de fusion entre Notre-Dame-du-Lac et Cabano ne concernent que ces deux entités, de même que le nom de la nouvelle ville issue de cette fusion, dans la mesure où il n’y ait pas usurpation d’un vocable appartenant déjà à un groupe légalement constitué.Puisque le choix des noms retenus pour la nouvelle entité contient le mot « Témiscouata », il devient absolument nécessaire que les vingt municipalités de la MRC de Témiscouata se prononcent à l’effet qu’elles refusent de céder leur nom personnel à la nouvelle ville". Claude Lavoie, maire de Dégelis, 2010
En plus du faible taux de participation via ces choix présentés, près du quart des bulletins sont rejetés.
C'est de cette façon, par une si faible proportion de la population concernée, voire une inconcevable minorité (faisant face à deux choix non spécifiques à la municipalité), que le gouvernement en place dès lors cautionne cette affaire et a raye des anales historiques, le nom typique et référentiel de "Cabano" de la mémoire collective.
Dix ans plus tard, des contribuables des deux entités fusionnées manifestent encore leur désapprobation concernant cette décision politique des élus(es). Une centaine de résidents de Témiscouata-sur-le-Lac se rendent à Rimouski, en janvier 2019, pour manifester devant les bureaux du ministère des Affaires municipales du Québec et réclamer la démission de leur conseil municipal. À la fin de 2018, début 2019, une pétition circule à Témiscouata-sur-le-Lac pour défusionner les quartiers de Cabano et Notre-Dame-du-Lac. Les gens sont invités à signer une le document sur lequel il est inscrit « Revenir à des municipalités indépendantes… "Je demande au conseil municipal de débuter le processus de défusion. » Selon les informations diffusées dans les médias, ce sont des citoyens du secteur Cabano qui auraient initié cette action citoyenne. Lors de la dernière campagne, la possibilité d’une défusion avait circulé sur les réseaux sociaux.
Le 25 mars 2019, à la salle Témiscouata du quartier Notre-Dame-du-Lac, une rencontre est convoquée par le Collectif social qui rassemble 210 personnes. Loin de calmer la tempête, les interventions des principaux intervenants revivifient les troupes en vue d’une nouvelle bataille. En 2018, dès lors, la distension devient si vive entre les deux entités qu'elle a amène à la démission du premier maire de la nouvelle municipalité, Gilles Garon, qui se sent intimidé en rapport des décisions politiques.

Ville de Cabano (blason)

## Armoiries
Le blason fut adopté sous l'administration de Émilien L. Morin, maire de 1947 à 1965 qui géra la période du grand feu de Cabano.
- Les ornements extérieurs sont soutenus par deux branches d’érable de sinople, feuillées de même, tigées et boutonnées d’or, croisées en pointe en sautoir et liées par un ruban de gueules, retenant un listel de parchemin d’or, chargé de la devise en lettres romaines: "Fortiter ad Alta" (qui signifie Territoire et Population).
- Le gousset dans les Armoiries de Cabano représente la rivière Madawaska et le lac Témiscouata, c’est-à-dire, le fameux «Portage » voie navigable des indiens et des premiers colonisateurs canadiens-français. Il indique aussi la situation géographique de Cabano aux bords de ces eaux.
- Le sapin représente bien l’industrie principale de Cabano. Le bois étant la principale source de revenu de la localité depuis de nombreuses années, il convenait bien de le placer en raison de sa valeur[29],[30].

## Vie de Grey Owl et Anahareo à Cabano
L' écrivain-naturaliste britannique de réputation internationale, Archibald Belaney, connu sous le nom de "Grey Owl" a séjourné avec sa conjointe, dès lors, Anahareo (Gertrude Bernard), dans la région de Cabano de 1928 à 1931. Mgr Jean-Phillippe Cyr (curé de la paroisse Saint-Mathias à partir de 1925 et cinéaste) a fait un court métrage sur Grey Owl qui peut être visionné à la Cinémathèque québécoise à Montréal.
Le 25 septembre 1976, Pierre Bérubé de Cabano  présenta après une recherche sous l'égide du Conseil des Arts du Canada, une exposition sur la vie et les réalisations de Grey Owl. Travaillant les étés comme étudiant au bureau d'information touristique de Cabano, il était impressionné du nombre d'information qu'on lui demandait concernant le « fameux indien » qui avait habité sa ville natale. Il eut l'idée de demander l'avis du sociologue Marcel Rioux et du bureau de comté de John Diefenbaker (ancien premier ministre du Canada, dès lors député de Prince-Albert en Saskatchewan où a séjourné Grey Owl) afin de vérifier de la pertinence d'organiser une exposition permanente sur la vie de Grey Owl au site historique du Fort Ingall  Des réceptions civiques eurent lieu à Cabano, Squatec et Notre-Dame-du-Lac. Des photos de l’événement sont présentées sur le site Wikipédia "Archibald Belaney (Grey Owl).

Sa fille Dawn (Shirley Dawn Richardson) a été également reçu ultérieurement à Cabano (Fort Ingall) en mai 1978, où elle a déclaré devant la foule et le maire de Cabano, Guy Michaud, d'être gratifiée de voir les gens qui appréciaient son père pour les travaux qu'il a fait durant sa vie. L'objet des recherches et les éléments de l'exposition ont été officiellement légués à la ville de Cabano deux ans plus tard.

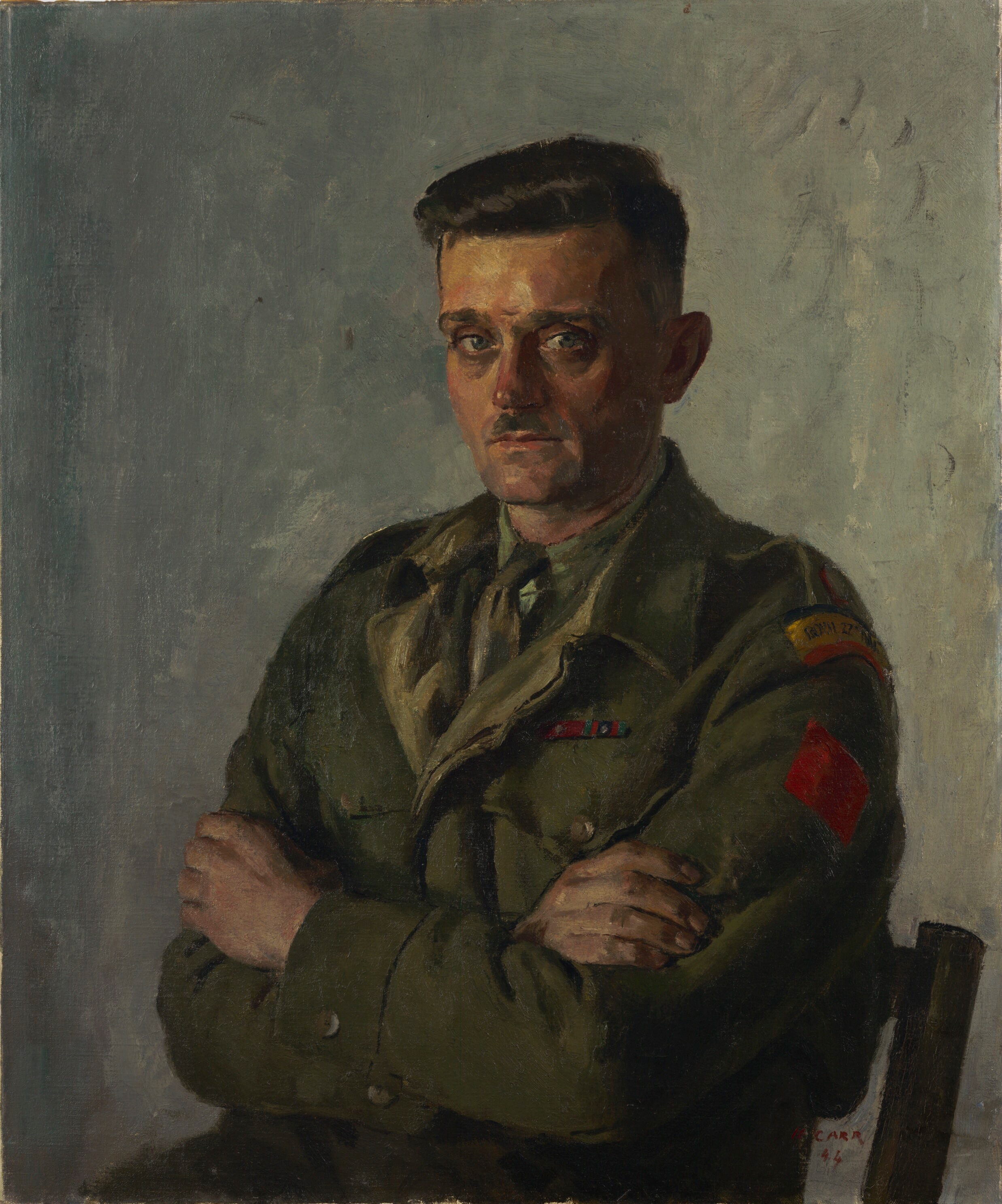
Major Paul Triquet, Cabano, peint par Henry Carr.

## Personnalités

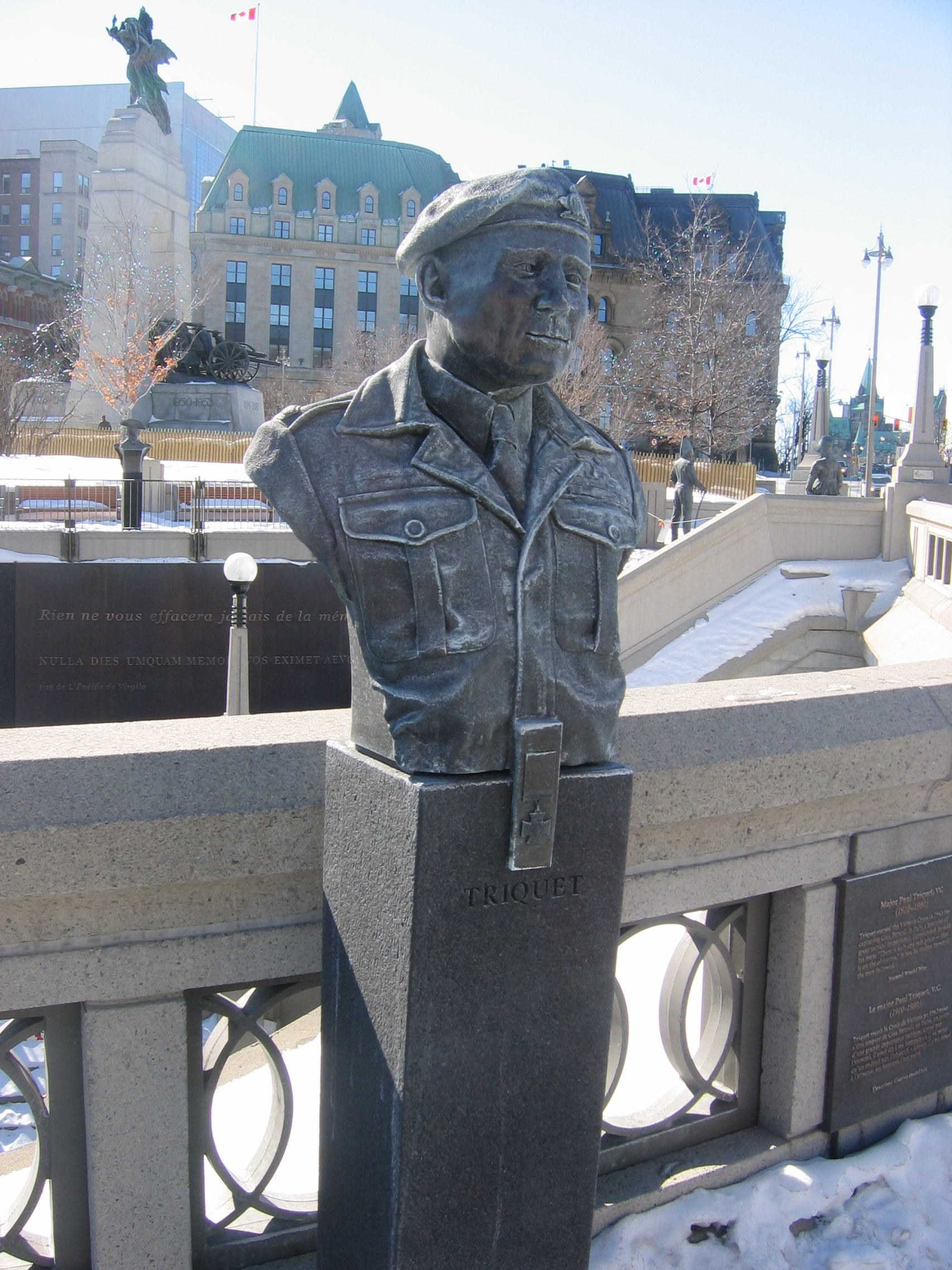
Buste du brigadier-général Paul triquet en face du parlement à Ottawa. La Légion canadienne et sa filiale (no 135 - Cabano) de son district (no 2 - Bas Saint-Laurent) portent son nom "Paul-Triquet V.C." (Croix Victoria). La rue "Triquet" entre la rue Vieux-Chemin et la rue Lejeune commémore lui, son père (également militaire) et sa famille.

- Paul Triquet (1910-1980)
- Phil Latulippe (1919-2006)
- Pierre Bérubé (1952-)
- Ingrid St-Pierre (1985-)